# Ropica theresae
Ropica theresae là một loài bọ cánh cứng trong họ Cerambycidae.